# Infectious Affectional
Infectious Affectional é o quarto álbum de originais da banda portuguesa X-Wife.

## Faixas
| N.º | Título             | Duração |  |
| 1.  | "I Live Abroad"    | 04:01   |  |
| 2.  | "Keep On Dancing"  | 03:08   |  |
| 3.  | "Stay In"          | 02:43   |  |
| 4.  | "Wonderman"        | 03:42   |  |
| 5.  | "Across The Water" | 03:28   |  |
| 6.  | "Little Love"      | 04:21   |  |
| 7.  | "That's Right"     | 03:07   |  |
| 8.  | "Take It On Me"    | 03:31   |  |
| 9.  | "Long Distance"    | 03:01   |  |
| 10. | "Never Ever"       | 04:29   |  |
| 11. | "White Shoes"      | 05:25   |  |

## Recepção
Infectious Affectional foi bem recebido por parte da critica especializada:
Davide Pinheiro para o site Disco Digital refere que: "Os X-Wife intensificam a relação com a pista sem perder o músculo do rock. Um óptimo quarto disco em que João Vieira assume um papel à James Murphy."